# ميك هندرسون
ميك هندرسون (بالإنجليزية: Mick Henderson)‏ (31 مارس 1956 في المملكة المتحدة - ) هو لاعب كرة قدم بريطاني في مركز الدفاع. لعب مع شيفيلد يونايتد وكارديف سيتي ونادي تشيسترفيلد ونادي واتفورد وماتلوك تاون ‏.

## وصلات خارجية
- ميك هندرسون على موقع قاعدة بيانات كرة القدم.إي يو (الإنجليزية)